# Famille Hertelendy
La famille Hertelendy de Hertelend et Vindornyalak (en hongrois : hertelendi és vindornyalaki Hertelendy) est une famille de la noblesse hongroise.

## Origines
La famille Hertelendy est originaire du comitat de Zala. Elle remonte au XIVe siècle: Antal Hertelendy est cité en 1398 comme un "familier" (familiaritás en hongrois) de László Báthmonostory. Tamás Hertelendy est cité lui en 1481 comme seigneur de Lak (appelé plus tard Vindornyalak, toponyme que la famille ajoutera à son nom). Les frères János et Mihály Hertelendy reçoivent un don du roi Ferdinand Ier en 1543. Des membres de la famille (László, Gáspár, Boldozsár, Mihály et Zsigmond) reçoivent de nouveaux dons en 1718 de la part du roi Charles III: le village de Gasztony, dans le comitat de Vas, ainsi que l'important domaine de Kehida, dans le comitat de Zala.

## Membres notables
- György II Hertelendy (1722-1780), "juge des nobles" en chef (főszolgabíró) du comté de Zala. Fils de György I Hertelendy.
  - Mihály Hertelendy (1754-1810), député du comitat de Szerém et conseiller du roi. Fils du précédent.
    - Károly Hertelendy (hu) (1786-1861), "juge des nobles", alispán de Zala et parlementaire aux côtés de Ferenc Deák. Fils du précédent.
      - Kálmán Hertelendy (hu) (1820-1875), főispán de Zala, capitaine de hussard de la Honvéd durant la Révolution hongroise de 1848. Fils du précédent.
        - Ferenc Hertelendy (hu) (1859-1919), főispán de Zala, membre de la chambre des magnats. Fils du précédent.

  - József Hertelendy (1756-1827), alispán de Torontál (1787-1803), conseiller du roi, chevalier de l'Éperon d'Or (hu).
  - György III Hertelendy (1764-1831), alispán de Zala.

- Gábor Hertelendy (hu) (1742-1820), lieutenant général de Hussards Impériaux et Royaux. Fils de Ádám.
- Gábor Hertelendy (1713–1757), alispán de Zala, père de Anna Hertelendy (hu) (1743-1803), épouse du magistrat Gábor Deák (hu) et grand-mère de Ferenc Deák.

## Liens, sources
- András Molnár: Zala megye archontológiája 1338-2000, Zalaegerszeg, 2000
- Iván Nagy: Magyarország családai III-IV. , Budapest
- Márton Szluha: Vas vármegye nemes családjai, Heraldika kiadó, 2011
- Site de la famille Hertelendy